# Знак (семиотика)
Вижте пояснителната страница за други значения на Знак.
Знакът е отделна, конкретна единица на значението в семиотиката. Той се дефинира като „нещо, което представя друго нещо за някого в някакъв аспект и степен“ Знаците могат да бъдат думи, образи, жестове, миризми, вкусове, текстури, звуци, тоест всички начини, по които информация може да бъде прокомуникирана като съобщение от разумен изпращач към получателя на съобщението.
Природата на знака е дълго дискутирана във философията. Първоначално в лингвистиката и по-късно семиотиката, има две основни школи на мисълта: едната предполага, че знаците са ‘диадични’ (тоест се състоят от две части), а другата поддържа мнението, че знаците са интерпретирани чрез рекурсивен модел на триадни отношения (тоест в три части).

## Видове знаци
Могат да бъдат разглеждани два типа знаци – естествени и изкуствени. Към естествените се причисляват симптомите, а към изкуствените – сигналите (като светофара например) и символите (ордени). За истински знаци обаче се считат тези, при които липсва сходство между форма и значение.

## Свойства

### Основни
Типични свойства на знаците са:
- двустранна единица – съществува т. нар. план „изразяване-значение“
- носят информация
- социалност – знаците са създадени от обществото и са за обществото
- обобщават различни предмети и явления
- носят значимост, която не е абсолютна

### Други
От гледна точка на формата, знаците имат три свойства:
- материалност – знакът трябва да бъде възприет от сетивния орган
- линейност – знаците трябва да могат да се простират във времето и пространството
- възпроизводимост – знаците не се създават наново, а се възпроизвеждат